# Etizolam
Etizolam – organiczny związek chemiczny z grupy tienodiazepin. Wykazuje działanie przeciwlękowe, nasenne, przeciwdrgawkowe, uspokajające i zwiotczające mięśnie szkieletowe.

## Wskazania
- Krótkotrwałe leczenie bezsenności.
- Krótkotrwałe leczenie niepokoju lub ataków paniki, jeśli wymagane są benzodiazepiny.

## Działania niepożądane
Rzadko:
- skurcz powiek przy długotrwałym stosowaniu.

Bardzo rzadko:
- rumień obrączkowaty.

## Tolerancja, uzależnienie i objawy odstawienne
Nagłe odstawienie etizolamu może objawić się wystąpieniem objawów nagłego odstawienia benzodiazepin, włączając bezsenność z odbicia.

## Przeciwwskazania i zachowanie należytej ostrożności
Benzodiazepiny wymagają szczególnej ostrożności, jeżeli są stosowane w podeszłym wieku, w czasie ciąży, u dzieci, alkoholików lub narkomanów oraz przez osoby chore psychicznie. Etizolam należy stosować wyłącznie pod kontrolą lekarza.

## Interakcje
Itrakonazol i fluwoksamina spowalniają eliminację etizolamu z organizmu, co prowadzi do jego kumulacji i zwiększenie jego efektów farmakologicznych. Karbamazepina przyspiesza metabolizm etizolamu, przez co zmniejsza jego efekty farmakologiczne.

## Stan prawny
Etizolam nie był w Polsce substancją kontrolowaną na podstawie przepisów ustawy o przeciwdziałaniu narkomanii. Sytuacja zmieniła się w 2018 roku po nowelizacji tej ustawy i wydaniu rozporządzenia, w którym etizolam został zakwalifikowany do nowo utworzonej grupy tzw. nowych substancji psychoaktywnych.